# 風景の中の馬たち
『風景の中の馬たち』（ふうけいのなかのうまたち、ドイツ語: Pferde in Landschaft）は、ドイツ表現主義の画家フランツ・マルクによって1911年に創作された水彩画であり、鉛筆を用いて紙に描かれている。おそらく同年の『大きな青い馬』のための習作であるが、紛失したと見做されてきた。本作は、2013年11月に新聞やテレビによって、グルリット・コレクション発覚の機会に世界中に知れ渡った。アウクスブルク検察の記者会見で開示された、最初の11点の中の1つである。小規模な作品で、縦12.1cm×横19.6cmの大きさしかない。

## 特徴
この習作の3頭のウマは、横を向いたり背を向けたりした姿勢で描かれており、茶系・青系の色調を鮮明にしている。ウマたちは、山がちな景色の前で左向きに頭(こうべ)を垂れて立っており、白雲の立ちこめた空によって陰翳が生じている。ウマの輪郭は稜線を反映している。白塗りされた、枝のない2つの小さな樹幹が前景と後景で目立っており、この2つは対角線のように機能している。前景では、手前の幹にウマが触れている。この水彩画は茶色の紙に描かれており、地塗りには余白が不揃いに現れている。左の余白に、年代なしで署名がなされている。

## 異稿
マルクの名画『大きな青い馬』は、同年の習作に基づく油彩画であり、縦106cm× 横181cmの大きさをもつ。習作と同じモチーフであるが、色彩が顕著に変更されている。馬体は強烈な青、風景と上空は赤や紫を基調とするが、現実にはそぐわない。『青い馬Ⅰ』や『青い馬Ⅱ』も1911年に創作された。当時のウマの絵の中で、マルクは青を「現象の色」から「本質の色」に変質させている。マルク独自の色彩理論によると、青色は男性原理を表すものだった。動物画によってマルクは「世界の浄化」のシンボルを見出したのだった。青いウマはロマン主義者の「青い花」と同じく、浮き世の辛苦や物質的なしがらみからの解放を探し出す気持ちを表現しているのである。
マルクは1913年に再び青いウマをモチーフとして『青い馬の塔』という絵画を創作しているが、同作の所在は1945年以降不明である。

## 出所
本作は、『大きな青い馬』の所在不明の習作（1911年）だったのだが、2013年11月5日、美術史家マイケ・ホフマンによるグルリット・コレクションの発見についてテレビ中継された際、マックス・リーバーマンの『浜辺の二人の騎手』とその他9点の絵画とともに取り上げられ、『馬のいる風景（ドイツ語: Landschaft mit Pferden）』と呼ばれた。本作は、上述の例と同じく美術商ヒルデブラント・グルリットのコレクションから出てきたもので、コレクションはヒルデブラントの息子コルネリウスの相続品としてその財産になっていた。アウクスブルク検察はラインハルト・ネーメッツの指揮のもとに、早々と2012年2月にコレクションを差し押さえていた。事件は、2013年11月3日付の『フォークス』誌の記事で明るみに出され、有名になった。
本水彩画のもとの所有者は、1937年までハレ・モーリツブルク芸術産業博物館であり、それ以前は同館館長マックス・ザウアーラントが1914年に購入したものだった。同館の元職員が、かつてはモノクロームの作品と記録されていたのを、彩色された紙の作品と再認識した。表現主義美術はナチス体制によって「退廃芸術」と見做されており、美術館から撤去され押収された末に、ヒルデブラント・グルリットに私物化されたのだった。モーリツブルク美術館は返還請求をもくろんでいる。

## 註
1. ↑  Hajo Düchting, The Blue Rider, Taschen, Cologne, 2009 (German), ISBN 978-3-8228-5577-5
2. ↑  Nazi-Raubkunst: Marc-Aquarell stammt aus Moritzburg Halle, Mitteldeutsche Zeitung, 5. November 2013, abgerufen am 7. Dezember 2013
3. ↑  "Nazi-Raubkunst: Marc-Aquarell stammt aus Moritzburg Halle", Mitteldeutsche Zeitung, 5 November 2013 (German)
4. ↑  "Die öffentlich gezeigten Werke aus der Gurlitt-Sammlung", Monopol, 5 November 2013 (German)